# 重庆市垫江第一中学校
垫江一中全称为重庆市垫江第一中学校，简称垫一中，位于重庆市垫江县。学校前身为1941年成立的垫江县私立广德初级中学，并于2012年4月升格为重庆市重点中学。

## 历史沿革
- 1941年，垫江县私立广德初级中学校[2]
- 1953年，更名为四川省垫江县第二初级中学
- 1944年，垫江私立女子初级中学校成立
- 1953年，更名为四川省垫江县第一初级中学
- 1974年，四川省垫江县第二初级中学并入四川省垫江县第一初级中学
- 1997年，更名为重庆市垫江第一中学
- 2012年，升格为重庆市重点中学

## 教育情况
- 学生：约5000人
- 教职工：有专任教师235人，其中特级教师1人，高级教师63人，中级教师74人。

## 校园文化
- 校训：广修业徳，自强不息
- 校风：文明尚善，坚韧奋进
- 办学理念：为学生的终身发展奠基
- 办学思路：以人为本，细化管理，走学校内涵发展道路；提升质量，打造品牌，办人民满意师范高中